# VALENTI (음반)
《VALENTI》는 보아가 일본에서 발매한 2번째 정규 앨범이다. 첫 정규 앨범 《LISTEN TO MY HEART》의 발매일과는 10개월 보름 정도의 짧은 텀을 가지고 발매되었다.
이 앨범은 보아 자신에게 최고의 해였던 2002년에 발매한 싱글들을 정리하는 앨범이다. 보아에게 최고의 히트곡이 된 6번째 싱글이자 앨범의 타이틀 곡인 〈VALENTI〉와, 싱글 〈기적/NO.1〉, 〈JEWEL SONG/BESIDE YOU -나를 부르는 소리-〉에 수록된 6곡, 그리고 앨범에서 새로 발표된 신곡 7곡을 포함하여 총 13곡이 수록되어 있다. 보아의 앨범들 중 처음으로 CD+DVD반으로도 판매된 앨범으로, 〈LISTEN TO MY HEART〉와 〈VALENTI〉의 뮤직 비디오를 담은 DVD가 첫회 한정 판매되었다.
자켓 사진은 전작 《LISTEN TO MY HEART》의 밝은 분위기에서 벗어나 흰 광선이 나타나는 검은 배경에서 포즈를 취하는 어두운 분위기의 사진들이 주를 이루고 있다.
대한민국에는 대한민국 정부의 일본 문화 4차 개방 이후인 2004년 2월 25일에 라이선스 반으로 발매되었고, 그에 앞서 이 앨범의 수록곡들 대부분이 스페셜 앨범 《SHINE WE ARE》에 한국어로 번안되어 수록되었다.

## 수록곡
CD
1. VALENTI
  - 작사 : 강진화 / 작곡·편곡 : 하라 가즈히로
  - 2002년 8월 28일 발매된 6번째 싱글 〈VALENTI〉의 타이틀 곡이다. 흥겨운 리듬이 돋보이는 라틴 풍의 댄스곡으로, 보아의 일본 내 최고의 히트곡이기도 하다. 자세한 것은 〈VALENTI〉를 참고하라.
2. JEWEL SONG
  - 작사 : Watanabe Natsumi / 작곡·편곡 : 하라 가즈히로
  - 2002년 12월 11일 발매된 8번째 싱글 〈[[JEWEL SONG/BESIDE YOU-보쿠오 요부 코에-|JEWEL SONG/BESIDE YOU-僕を呼ぶ声-]]〉의 타이틀 곡으로, 연인에게 영원한 사랑을 약속한다는 가사의 발라드 곡이다.
3. B.I.O.
  - 작사 : Kenn Kato / 작곡 : 모리모토 고스케 / 편곡 : AKIRA
  - 포기하지 않고 미래를 향해 나아갈 것을 다짐한다는 가사를 가진 강한 비트의 댄스곡이다. 제목인 'B.I.O'는 후렴구에 등장하는 'Brave it out', 'Bring it out', 'Beat it out', 'Break it out'에서 연유한 것으로 보인다.
4. 세카이노카타스미데 (世界の片隅で 뜻: 세상의 한 쪽 구석에서)
  - 작사 : 야마모토 나루미 / 작곡 : 고야 단슈 / 편곡 : 도이 마나오
  - 어두운 분위기의 미디엄 템포 곡이다. 가사의 내용은 사랑하는 사람을 슬프게 하는 것을 지우고 싶은데 할 수 없다는 내용과, 어둠을 뚫고 어디로든 빠져 나가고 싶다는 내용이 주를 이루고 있다.
5. 奇蹟 기적
  - 작사 : Watanabe Natsumi / 작곡 : 모리모토 고스케 / 편곡 : 마쓰바라 겐
  - 2002년 9월 19일 발매된 7번째 싱글 〈[[기세키/NO.1|奇蹟/NO.1]]〉의 타이틀 곡으로, 현악기 반주가 깔린 어두운 분위기의 댄스곡이다.
6. WINDING ROAD feat.DABO
  - 작사 : DABO, Emi.K.Lynn / 작곡 : 미야케 미쓰유키 / 편곡 : 미나미 슌스케
  - 일본의 힙합 뮤지션 DABO가 참가해 랩 부분을 맡은 미디엄 템포 곡이다. 노래의 작곡자인 미야케 미쓰유키는 후에 에이벡스에서 mihimaru GT라는 혼성 듀오의 일원으로 데뷔하게 된다.
7. Searching for truth
  - 작사 : Kenn Kato / 작곡·편곡 : Face2fAKE
  - 멀리 있는 것으로 생각했던 사랑하는 사람이 곁에 있다는 것을 깨닫기 시작했다는 가사의 빠른 댄스곡이다.
8. Moon & Sunrise
  - 작사 : 보아, 와타나베 나쓰미 / 작곡·편곡 : 마쓰바라 겐
  - 보아가 직접 작사에 참여한 애절한 발라드 곡으로, 가사는 '淚(눈물)'이라는 단어만 빼 놓고는 모두 히라가나로만 적혀 있다. 보아는 이 곡에 대해 모국인 대한민국에는 한 번도 가지 않고 쭉 일본에만 있었던 14살의 봄에서 15살의 봄 사이에, 일본에서는 큰 주목을 받지 못하고 숙소에서 노래 연습을 하거나 책을 읽으면서 느꼈던 허무하고 외로운 자신의 상황이 담긴 곡이라고 밝혔다.[1]
9. Discovery
  - 작사 : 와타나베 나쓰미 / 작곡·편곡 : 하라다 겐
  - 몽환적인 분위기의 미디엄 템포 곡으로, 후렴구에 'ZA ZA ZA', 'I I I', 'YOU YOU YOU' 등 반복되는 구절을 사용하여 포인트를 준 것이 특징이다.
10. flower
  - 작사 : 소노다 료지 / 작곡 : BOUNCEBACK / 편곡 : AKIRA
  - 2002년 9월 19일 발매된 7번째 싱글 〈奇蹟/NO.1〉에 수록된 커플링 곡이다. 가사는 '풀', '꽃', '바람', '구름' 등 여러 자연물을 소재로 하여 구성되었고, 일본 롯데의 '마카다미아 초콜릿'의 광고 음악으로 사용되었다.
11. BESIDE YOU-僕を呼ぶ声- BESIDE YOU-나를 부르는 목소리-
  - 작사 : 와타나베 나쓰미 / 작곡 : BOUNCEBACK / 편곡 : h-wonder
  - 2002년 12월 11일 발매된 8번째 싱글 〈JEWEL SONG/BESIDE YOU-僕を呼ぶ声-〉의 타이틀 곡으로, 일본의 애니메이션 《아소봇트 전기 59》의 오프닝 곡으로 사용되었다.
12. Feel the same
  - 작사 : 후지바야시 쇼코 / 작곡·편곡 : AKIRA
  - 밝고 따뜻한 분위기의 미디엄 템포 곡으로, 가사는 다시 만날 수 있을 것을 기약하며 눈물 대신 미소로 시작하자는 내용이다.
13. NO.1
  - 일본어 작사 : 소노다 료지 / 작곡 : Ziggy / 편곡 : 안익수
  - 2002년 9월 19일 7번째 싱글 〈奇蹟/NO.1〉의 타이틀 곡으로, 같은 해 4월 대한민국에서 발매된 2번째 정규 앨범 《NO.1·늘..》의 타이틀 곡을 일본어로 번안한 것이다. 이 곡은 도쿄 방송의 2002년 부산 아시안게임 이미지 곡으로 선정되어 전파를 탔다.

DVD
1. LISTEN TO MY HEART
2. VALENTI
3. Information Clip

## 음반 판매 기록
《VALENTI》는 첫 주 판매량 615,218장으로 오리콘 주간 차트 1위를 차지했다. 이는 전작인 데뷔 앨범 《LISTEN TO MY HEART》에 이은 2연속 정규 앨범 1위 기록이었고, 이후 6번째 정규 앨범 《THE FACE》까지 1위 기록은 이어지게 된다. 《VALENTI》는 2주차에도 일본의 록 밴드 글레이의 베스트 앨범과 경쟁하여 2만장 차이로 1위를 기록하며 2주 연속 1위를 차지했고, 3주차까지 합산 결과 948,423장을 판매하면서 2003년 2월 오리콘 월간 차트 1위에 올랐다. 발매 4주차에는 100만장을 돌파하며 보아의 첫 밀리언 셀러로 기록되었다. 《VALENTI》는 현재까지 보아가 발매한 앨범들 중 판매량이 가장 높은 앨범으로 남아 있다.
오리콘 차트
| 차트                  | 최고 순위 | 총 판매량   | 차트 진입 횟수 |
| --------------------- | --------- | ----------- | -------------- |
| 오리콘 일간 앨범 차트 | 1위       |             |                |
| 오리콘 주간 앨범 차트 | 1위       | 1,249,197장 | 59회           |
| 오리콘 월간 앨범 차트 | 1위       |             |                |
| 오리콘 연간 앨범 차트 | 5위       |             |                |